# Calcul stochastique sur des variétés
 (avril 2023).
Le contenu est difficilement compréhensible vu les erreurs de traduction, qui sont peut-être dues à l'utilisation d'un logiciel de traduction automatique.
Le calcul stochastique sur les variétés (également appelée géométrie différentielle stochastique) décrit une branche de la stochastique dans laquelle le calcul stochastique est appliquée à des variétés différentiables. Il s'agit donc de la synthèse du calcul stochastique avec la géométrie différentielle.
Un point qui crée un pont naturel entre l'analyse et la probabilité est le fait que le générateur infinitésimal d'un processus de Markov fort et continu est un opérateur elliptique du second ordre. Le générateur infinitésimal du mouvement brownien est l'opérateur de Laplace et la densité de probabilité de transition {\displaystyle p(t,x,y)} du mouvement brownien est juste le noyau de la chaleur minimum de l'équation de la chaleur. Si les chemins browniens sont interprétés comme des courbes caractéristiques de l'opérateur, la solution d'un problème avec cet opérateur peut être représentée comme un mouvement brownien.
Les objets d'investigation dans le calcul stochastique sur les variétés sont les processus stochastiques sur des espaces d'états non linéaires ou variétés. La théorie classique est reformulée dans une représentation sans coordonnées, une difficulté est qu'il n'est généralement pas possible de formuler le tout sur {\displaystyle \mathbb {R} ^{d}} avec des coordonnées. Une conséquence de ceci est que pour la définition de la martingale et du mouvement brownien sur une variété, des structures géométriques supplémentaires telles que connexions linéaires et métrique riemannienne sont obligatoires.
Le mouvement brownien est défini comme le processus de diffusion d'une variété relative {\displaystyle M} générée par la moitié de l'opérateur de Laplace-Beltrami {\displaystyle {\tfrac {1}{2}}\Delta _{M}} et peut être construit comme solution d'une équation différentielle stochastique (EDS) non canonique sur une variété riemannienne. Parce que l'opérateur {\displaystyle \Delta _{M}} sur une variété non parallélisable n'a pas de représentation naturelle sous forme de Hörmander, il n'y a pas non plus de procédure canonique pour construire le mouvement brownien. Cependant ce problème peut être résolu pour les variétés avec une connexion en introduisant le relèvement horizontal stochastique d'une semi-martingale et le développement stochastique avec la construction d'Eells-Elworthy-Malliavin,.
Le premier est une généralisation du relèvement horizontal des courbes différentiables aux courbes horizontales dans le fibré des repères, de sorte que l'anti-développement et le relèvement horizontal sont liés par une équation différentielle stochastique. Cela permet à son tour de considérer une EDS sur le fibré des repères orthonormaux d'une variété riemannienne, dont la solution est le mouvement brownien, et celle-ci est projetée sur la variété via un développement stochastique. En tant qu'interprétation picturale, cela équivaut à construire un mouvement brownien sphérique en "roulant sans glisser" (en anglais : rolling without slipping) la variété le long des trajectoires du mouvement brownien dans l'espace euclidien.

## Avant-propos
Par souci de clarté, on suppose pour tous les termes (s'ils ne sont pas explicitement formulés) qu'un espace de probabilité filtré {\displaystyle (\Omega ,{\mathcal {A}},({\mathcal {F}}_{t})_{t\geq 0},P)} et une variété différentiable {\displaystyle M} existent. La filtration {\displaystyle \mathbb {F} =({\mathcal {F}}_{t})_{t\geq 0}} satisfait aux conditions habituelles. On utilise l'intégrale de Stratonovich, qui a l'avantage sur l'intégrale d'Itō que les équations différentielles stochastiques sous difféomorphismes {\displaystyle f:M\to N} entre variétés restent cohérent, c'est-à-dire que si {\displaystyle X} est une solution, alors {\displaystyle f(X)} est aussi une solution de l'équation différentielle stochastique transformée.
Notation:
- {\displaystyle TM} est le fibré tangent de {\displaystyle M}.
- {\displaystyle T^{*}M} est le fibré cotangent de {\displaystyle M}.
- {\displaystyle \Gamma (TM)} est le {\displaystyle C^{\infty }(M)}-module des champs vectoriels sur {\displaystyle M}.
- {\displaystyle X\circ dZ} est l'intégrale de Stratonovich.
- {\displaystyle C_{c}^{\infty }(M)} est l'espace de fonctions de test sur {\displaystyle M}, c'est-à-dire {\displaystyle f\in C_{c}^{\infty }(M)} est infiniment dérivable et a un support compact.
- {\displaystyle {\widehat {M}}:=M\cup \{\infty \}} le compactifié d'Alexandrov.

## Équations différentielles stochastiques sur une variété

### Processus de flux
Les processus de flux (également appelés {\displaystyle L}-diffusions) sont la contrepartie stochastique des courbes intégrales (lignes de flux) d'un champ vectoriel. Contrairement à la variante déterministe, le flot est défini par rapport à un opérateur différentiel du second ordre.

#### Opérateur différentiel partiel sous forme de Hörmander
Soit {\displaystyle A\in \Gamma (TM)} un champ vectoriel dérivé de le {\displaystyle C^{\infty }(M)}-isomorphisme 
{\displaystyle \Gamma (TM)\to \operatorname {Der} _{\mathbb {R} }C^{\infty }(M),\quad A\mapsto (f\mapsto Af)}
pour {\displaystyle f\in C^{\infty }(M)}. La fonction {\displaystyle Af:M\to \mathbb {R} } est défini par {\displaystyle Af(x):=A_{x}(f)}.
On définit maintenant la composition {\displaystyle A^{2}:=A(A(f))} pour {\displaystyle f\in C^{\infty }(M)}.
Un opérateur différentiel partiel (ODP) {\displaystyle L:C^{\infty }(M)\to C^{\infty }(M)} est alors en forme de Hörmander si les champs vectoriels {\displaystyle A_{0},A_{1},\dots ,A_{r}\in \Gamma (TM)} existent et {\displaystyle L} est de la forme
{\displaystyle L=A_{0}+\sum \limits _{i=1}^{r}A_{i}^{2}.}

#### Processus de flux
Soit {\displaystyle L} un opérateur différentiel partiel sous forme de Hörmander sur {\displaystyle M} et {\displaystyle x\in M} un point de départ. Un processus {\displaystyle X} adapté et continu sur {\displaystyle M} avec {\displaystyle X_{0}=x} est appelé processus de flux de {\displaystyle L} avec départ point {\displaystyle x} si pour chaque fonction de test {\displaystyle f\in C_{c}^{\infty }(M)} et {\displaystyle t\in \mathbb {R} _{+}} le processus
{\displaystyle N(f)_{t}:=f(X_{t})-f(X_{0})-\int _{0}^{t}(Lf)(X_{r})\mathrm {d} r}
est une martingale, c'est-à-dire
{\displaystyle \mathbb {E} [N(f)_{t}\mid {\mathcal {F}}_{s}]=N(f)_{s},\quad \forall s\leq t}.

#### Remarque
Pour une fonction de test {\displaystyle f\in C_{c}^{\infty }(M)}, un opérateur différentiel partiel {\displaystyle L} sous forme de Hörmander et un processus de flux {\displaystyle X_{t}^{x}} (avec valeur initiale {\displaystyle x}) les équations de flux ne s'appliquent qu'en moyenne
{\displaystyle {\tfrac {\mathrm {d} }{\mathrm {d} t}}\mathbb {E} [f(X_{t}^{x})]=\mathbb {E} [(Lf)(X_{t}^{x})]}
contrairement au cas déterministe, et le ODP est obtenu à nouveau par {\displaystyle {\tfrac {\mathrm {d} }{\mathrm {d} t}}{\bigg |}_{t=0}\mathbb {E} [f(X_{t}^{x})]=(Lf)(x)}.

#### Durée de vie et temps d'explosion
Soit {\displaystyle U\subset \mathbb {R} ^{n}} un ensemble ouvert et non vide et {\displaystyle \xi >0} un temps d'arrêt prévisible. On appelle {\displaystyle \xi } la durée de vie d'une semi-martingale continue {\displaystyle X=(X_{t})_{0\leq t<\xi }} sur {\displaystyle U} si
- il existe une suite de temps d'arrêt {\displaystyle (\xi _{n})} avec {\displaystyle \xi _{n}\nearrow \xi }, pour lequel {\displaystyle \xi _{n}<\xi } tient {\displaystyle P}-presque sûrement sur l'ensemble {\displaystyle \{0<\xi <\infty \}}.
- le processus arrêté {\displaystyle (X_{t\wedge \xi _{n}})} est une semimartingale.

Si {\displaystyle X_{\xi _{n}(\omega )}\to \partial U} vaut aussi pour presque tous {\displaystyle \omega \in \{\xi <\infty \}} , on appelle {\displaystyle \xi } temps d'explosion.
Un processus de flux {\displaystyle X} peut avoir une durée de vie finie {\displaystyle \xi }. Cela signifie que {\displaystyle X=(X)_{t<\xi }} est défini de telle sorte que si {\displaystyle t\to \xi } alors {\displaystyle P}-presque sûrement sur {\displaystyle \{\xi <\infty \}} que {\displaystyle X_{t}\to \infty } dans la compactifié d'Alexandrov {\displaystyle {\widehat {M}}:=M\cup \{\infty \}}. Dans ce cas, on continue le processus chemin par chemin via {\displaystyle X_{t}:=\infty } pour {\displaystyle t\geq \xi }.

#### Semimartingale sur une variété
Un processus {\displaystyle X} est une semimartingale sur {\displaystyle M} si et seulement si pour tout {\displaystyle f\in C^{2}(M)} la variable {\displaystyle f(X)} est une semimartingale {\displaystyle \mathbb {R} }. On peut montrer que chaque semimartingale {\displaystyle M} est la solution d'une équation différentielle stochastique sur {\displaystyle M}. Si la semi-martingale n'est définie que jusqu'à une durée de vie finie {\displaystyle \xi }, on peut toujours construire une semi-martingale à durée de vie infinie par transformation temporelle. Une semi-martingale a une variation quadratique par rapport à une coupure dans le faisceau de formes bilinéaires sur {\displaystyle TM}.
Avec l'introduction du concept d'intégrale de Stratonowitsch d'une forme différentielle {\displaystyle \alpha } le long d'une semi-martingale {\displaystyle X}, la soi-disant comportement d'enroulement de {\displaystyle X}, une généralisation des indices.

### EDS sur une variété
Une équation différentielle stochastique sur une variété {\displaystyle M}, notée EDS sur {\displaystyle M}, peut être définie soit comme un couple {\displaystyle (A,Z)} par un homomorphisme de fibré (un homomorphisme de fibrés vectoriels), soit comme {\displaystyle r+1}-uplet {\displaystyle (A_{1},\dots ,A_{r},Z)} pour des champs vectoriels donnés. À l'aide du théorème de plongement de Whitney, on peut montrer que pour chaque EDS sur {\displaystyle M} avec la condition initiale {\displaystyle X_{0}=x} il y a exactement une solution maximale existe. Si on a une solution maximale, on obtient un processus de flux {\displaystyle X^{x}}  pour l'opérateur {\displaystyle L}.

#### Définition d'une équation différentielle stochastique sur une variété
Une EDS sur {\displaystyle M} est un couple {\displaystyle (A,Z)}, où
- {\displaystyle Z=(Z_{t})_{t\in \mathbb {R} _{+}}} est une semi-martingale continue sur un {\displaystyle \mathbb {R} }-espace vectoriel {\displaystyle E} de dimension finie.
- {\displaystyle A:M\times E\to TM} est un homomorphisme de fibré vectoriels sur {\displaystyle M}

{\displaystyle A:(x,e)\mapsto A(x)e}
où {\displaystyle A(x):E\to TM} est une application linéaire.
On écrit l'équation différentielle stochastique {\displaystyle (A,Z)} comme
{\displaystyle dX=A(X)\circ dZ}
ou
{\displaystyle dX=\sum \limits _{i=1}^{r}A_{i}(X)\circ dZ^{i}.}
Ce dernier est expliqué par {\displaystyle A_{i}:=A(\cdot )e_{i}} par rapport à une base {\displaystyle (e_{i})_{i=1,\dots ,r}}
et {\displaystyle \mathbb {R} }-semimartingales {\displaystyle (Z^{i})_{i=1,\dots ,r}} avec {\displaystyle Z=\sum \limits _{i=1}^{r}Z^{i}e_{i}}.
Puisque pour des champs de vecteurs donnés {\displaystyle A_{1},\dots ,A_{r}\in \Gamma (TM)} il existe exactement un homomorphisme de fibrés vectoriels {\displaystyle A} avec la propriété {\displaystyle A_{i}:=A(\cdot )e_{i}}, la validité de la définition d'un EDS sur {\displaystyle M} comme {\displaystyle (A_{1},\dots ,A_{r},Z)} en découle.
Si {\displaystyle Z} n'a qu'une durée de vie finie, alors on peut transformer le temps dans le cas infini.

#### Solution d'une équation différentielle stochastique sur une variété
Soit {\displaystyle (A,Z)} une EDS sur {\displaystyle M} et {\displaystyle x_{0}:\Omega \to M} un variable aléatoire {\displaystyle {\mathcal {F}}_{0}}-mesurable. Soit {\displaystyle (X_{t})_{t<\zeta }} un {\displaystyle M}-processus continu et adapté avec une durée de vie {\displaystyle \zeta } sur le même espace de probabilité que {\displaystyle Z}. Alors {\displaystyle (X_{t})_{t<\zeta }} est une solution d'une EDS
{\displaystyle dX=A(X)\circ dZ}
à la condition initiale {\displaystyle X_{0}=x_{0}} jusqu'à la durée de vie {\displaystyle \zeta }, si pour chaque fonction de test {\displaystyle f\in C_{c}^{\infty }(M)} le processus {\displaystyle f(X)} est une semi-martingale à valeurs dans {\displaystyle \mathbb {R} } et pour chaque temps d'arrêt {\displaystyle \tau } avec {\displaystyle 0\leq \tau <\zeta } l'équation
{\displaystyle f(X_{\tau })=f(x_{0})+\int _{0}^{\tau }(df)_{X_{s}}A(X_{s})\circ \mathrm {d} Z_{s}}
est remplie {\displaystyle P}-presque sûrement, où {\displaystyle (df)_{X}:T_{x}M\to T_{f(x)}M} est la différentielle à {\displaystyle X}. Il découle du fait que {\displaystyle f(X)} est une semi-martingale pour toute fonction de test {\displaystyle f\in C_{c}^{\infty }(M)} que {\displaystyle X} est une semimartingale sur {\displaystyle M}.
Si la durée de vie est maximale, c'est-à-dire
{\displaystyle \{\zeta <\infty \}\subset \left\{\lim \limits _{t\nearrow \zeta }X_{t}=\infty {\text{ in }}{\widehat {M}}\right\}}
{\displaystyle P}-presque sûrement, on appelle la solution une solution maximale. Le temps d'une solution maximale {\displaystyle X} peut être étendu à {\displaystyle \mathbb {R} _{+}} et après la continuation de {\displaystyle f} à {\displaystyle {\widehat {M}}} ce qui suit est vrai
{\displaystyle f(X_{t})=f(X_{0})+\int _{0}^{t}(df)_{X}A(X)\circ dZ,\quad t\geq 0}
jusqu'à des processus indistinguables.

#### Remarque
Soit {\displaystyle Z=(t,B)} avec un mouvement brownien {\displaystyle d}-dimensionnel {\displaystyle B=(B_{1},\dots ,B_{d})}, alors on peut montrer que chaque solution maximale avec la valeur de départ {\displaystyle x_{0}} est un processus de flux vers l'opérateur
{\displaystyle L=A_{0}+{\frac {1}{2}}\sum \limits _{i=1}^{d}A_{i}^{2}}
est.

## Martingale et le mouvement brownien

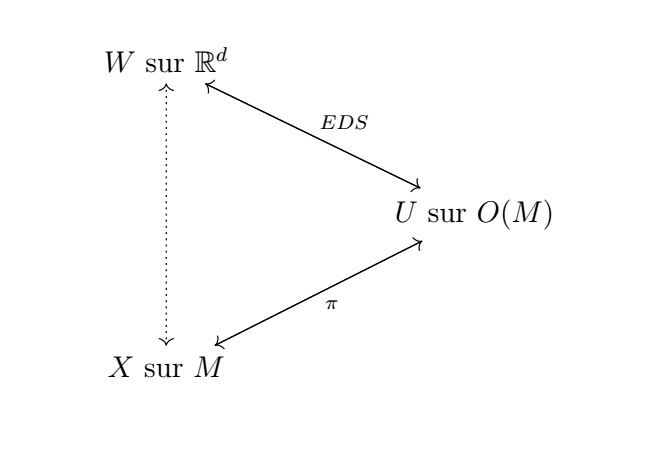
La construction d'Eells-Elworthy-Malliavin du mouvement brownien sur une variété

Les mouvements browniens sont des flux stochastiques des opérateurs de Laplace-Beltrami. Il est possible de les construire sur des variétés riemanniennes {\displaystyle (M,g)}, cependant, comme mentionné dans l'introduction, une procédure canonique nécessite une approche différente. Soit {\displaystyle {\mathcal {O}}(d)} le groupe orthogonal, puis on considère une EDS canonique sur le fibré des repères orthonormaux {\displaystyle O(M)} sur {\displaystyle M} dont la solution est le mouvement brownien. Le fibré de base orthonormé est la totalité de tous les ensembles {\displaystyle O_{x}(M)} du repère orthonormé de l'espace tangent {\displaystyle T_{x}M}
{\displaystyle O(M):=\bigcup \limits _{x\in M}O_{x}(M)}
ou en d'autres termes, le {\displaystyle {\mathcal {O}}(d)}-fibré principal associé à {\displaystyle TM}.
Soit {\displaystyle W} une semi-martingale à valeur dans {\displaystyle \mathbb {R} ^{d}}. La solution {\displaystyle U} de EDS
{\displaystyle dU_{t}=\sum \limits _{i=1}^{d}A_{i}(U_{t})\circ dW_{t}^{i},\quad U_{0}=u_{0},}
définit par la projection {\displaystyle \pi :O(M)\to M} un mouvement brownien {\displaystyle X} sur la variété riemannienne, un développement stochastique de {\displaystyle W} à {\displaystyle M}. Inversement, {\displaystyle W} est appelé anti-développement de {\displaystyle U} ou {\displaystyle \pi (U)=X}. En bref, on a la relation suivante {\displaystyle W\leftrightarrow U\leftrightarrow X} où
- {\displaystyle U} est une semi-martingale à valeurs dans {\displaystyle O(M)}.
- {\displaystyle X} est une semi-martingale à valeurs dans  {\displaystyle M}.

Pour la variété riemannienne, on utilise toujours la connexion de Levi-Civita et on prend {\displaystyle \Delta _{M}} l'opérateur de Laplace-Beltrami correspondant. Au cœur de la construction se trouve la relation
{\displaystyle \Delta _{M}f(x)=\Delta _{O(M)}(f\circ \pi )(u)}
définie pour {\displaystyle f\in C^{\infty }(M)} et pour tout {\displaystyle u\in O(M)} avec {\displaystyle \pi u=x} et l'opérateur {\displaystyle \Delta _{O(M)}} sur {\displaystyle O(M)} bien défini pour les champs de vecteurs horizontaux, {\displaystyle \Delta _{O(M)}} est aussi appelé opérateur de Laplace horizontal de Bochner.

### Martingales avec une connexion linéaire
Pour définir des martingales, il faut une relation linéaire {\displaystyle \nabla }. Maintenant la {\displaystyle \nabla }-martingale peut être caractérisée si son anti-développement est une martingale locale. Cependant, il est également possible de formuler le tout sans l'anti-développement.
Par {\displaystyle {\stackrel {m}{=}}} on note modulo par rapport aux différentielles de martingales locales.
Soit {\displaystyle X} une semimartingale {\displaystyle M}. Alors {\displaystyle X} est une martingale ou {\displaystyle \nabla }-martingale si pour chaque {\displaystyle f\in C^{\infty }(M)} détient
{\displaystyle d(f\circ X)\,\,{\stackrel {m}{=}}\,\,{\tfrac {1}{2}}(\nabla df)(dX,dX).}

### Mouvement brownien sur une variété riemannienne
Soit {\displaystyle (M,g)} une variété riemannienne avec un opérateur de Laplace-Beltrami {\displaystyle \Delta _{M}}. Un processus adapté {\displaystyle M}-valué {\displaystyle X} avec une durée de vie maximale {\displaystyle \xi } est appelé mouvement brownien sur {\displaystyle (M,g)} si pour chaque {\displaystyle f\in C^{\infty }(M)} le processus
{\displaystyle f(X)-{\frac {1}{2}}\int \Delta _{M}f(X)\mathrm {d} t}
est une martingale {\displaystyle \mathbb {R} } locale de durée de vie {\displaystyle \xi }. Le mouvement brownien est donc le processus de {\displaystyle {\tfrac {1}{2}}\Delta _{M}}-diffusion. Cependant, cette caractérisation ne fournit pas de procédure canonique pour le mouvement brownien.